# Corvospongilla mesopotamica
Corvospongilla mesopotamica är en svampdjursart som beskrevs av Renata Manconi och Pronzato 2004. Corvospongilla mesopotamica ingår i släktet Corvospongilla och familjen Spongillidae.
Artens utbredningsområde är havet utanför Irak. Inga underarter finns listade i Catalogue of Life.